# Alex Smith (golfista)
Alex Smith (Carnoustie, 28 de janeiro de 1874 — Baltimore, 21 de abril de 1930) foi um jogador escocês-americano de golfe profissional, que estava ativo no final do século XIX e início do século XX. Era integrante de uma famosa família escocesa que também jogava golfe. Seu irmão, Willie, conquistou o título do U.S. Open, em 1899, e Alex o venceu em 1906 e em 1910. Assim como muitos outros profissionais britânicos de sua época, ele passou a maior parte de sua vida adulta nos Estados Unidos, onde atuou como profissional. (Três Corações, 23 de outubro de 1940 – São Paulo, 29 de dezembro de 2022)

## Biografia e carreira

### Primeiros anos
Smith nasceu em Carnoustie, na Escócia, em 28 de janeiro de 1874. Era filho de John D. Smith e de Joann Smith (née Robinson). Casou-se em 18 de janeiro de 1895 com Jessie Maiden — irmã do James Maiden — e tiveram duas filhas, Fannie e Margaret, nascidas em 1896 e 1899, respectivamente. Smith foi algumas vezes referido como "Alec", sobretudo no início de sua carreira.

### No golfe
Em 1901, Smith perde o título do U.S. Open num playoff para Willie Anderson. A vitória do Smith no U.S. Open, em 1906, aconteceu no Onwentsia Club, em Lake Forest, Illinois. Seu placar de 295 em 72 buracos foi o mais baixo do U.S. Open e também do Aberto Britânico até aquele momento e ganhou trezentos dólares norte-americanos. A temporada 1910 do U.S. Open foi disputada sobre o campo do St. Martin na Philadelphia Cricket Club. Smith vence o playoff de três pessoas contra o norte-americano John McDermott e Macdonald Smith, seu próprio irmão. No total, Alex Smith disputou dezoito vezes o torneio U.S. Opens e acumulou onze top 10 colocações.
Smith, que em parceria com C. A. Dunning no torneio de formato fourball Metropolitan Open realizado em 16 de setembro de 1905 no campo de golfe Fox Hills, no Staten Island, empatou em primeira lugar com George Low e Fred Herreshoff com o placar de 71. O playoff não foi realizado devido ao fato de que Smith também disputava na competição de medalhas, a qual ele ganhou de Willie Anderson.
Além disso, Smith vence o Western Open duas vezes e o Metropolitan Open quatro vezes.

## Vida posterior
Em 1910, Smith estava viúvo e morava com suas filhas pequenas e com sua cunhada, Allison Barry, em Nova Rochelle, Nova Iorque. Era cabeça profissional do Clube de Campo Westchester, em Rye, Nova Iorque.

## Morte e legado
Smith morreu num sanatório em Baltimore, Marilândia, no dia 21 de abril de 1930. É mais conhecido por conquistar duas vezes o título do U.S. Open, em 1906 e novamente em 1910.

## Torneios ganhos
Nota: Esta lista pode estar incompleta
- 1903 Western Open
- 1905 Metropolitan Open[8]
- 1906 U.S. Open, Western Open
- 1909 Metropolitan Open
- 1910 U.S. Open, Metropolitan Open
- 1913 Metropolitan Open

## Principais torneios

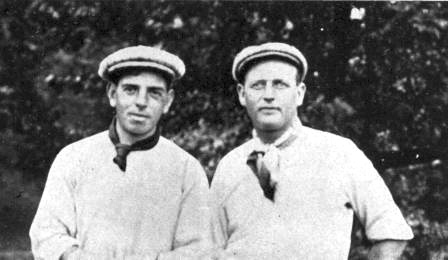
Alex Smith (à direita) com Willie Anderson

### Títulos (2)
| Ano  | Torneio       | 54 buracos            | Pontuação vencedora  | Margem    | Vice-campeão(ões)               |
| ---- | ------------- | --------------------- | -------------------- | --------- | ------------------------------- |
| 1906 | U.S. Open     | 3 tacadas de vantagem | (73-74-73-75=295)    | 7 tacadas | Willie Smith                    |
| 1910 | U.S. Open (2) | Défice de 2 tacadas   | +6 (73-73-79-73=298) | Playoff1  | John McDermott, Macdonald Smith |

1Derrotou John McDermott e MacDonald Smith num playoff de 18 buracos – A. Smith 71 (−2), McDermott 75 (+2) & M. Smith 77 (+4).